# جزر ورقي
جزر ورقي (الاسم العلمي:Daucus foliosus) هو نوع غير مؤكد من النباتات يتبع جنس الجزر من الفصيلة الخيمية.